# طواف السيدات 2016
طواف السيدات 2016 (بالإنجليزية: 2016 The Women's Tour)‏ هو سباق دراجات هوائية، وهو الموسم رقم 3 من نفس السباق، وأقيم خلال الفترة 15 يونيو 2016، وحتى 19 يونيو 2016، وامتدّ لمسافة 617.4 كيلومتر، وهو أحد سباقات طواف العالم للدراجات للنساء 2016، وهو من نوع سباق الدراجات.
فاز فيه بالمركز الأول ليزي ديجنان، وبالمركز الثاني آشلي مولمان، وبالمركز الثالث إليسا ونغو بورغيني.

## الفرق
| فرق سيدات محترفة (15)- يو أي أيه تيم ‏ - أيه آر مونكس برو سيكلينج للسيدات ‏ - إس دي وركس ‏ - BTC City Ljubljana ‏ - كانيون–إس آر إيه إم ‏ - Équipe Paule Ka ‏ - Cylance Pro Cycling (women's team) ‏ - دروبز 2016 ‏ - هايتك بوردكتس 2016 ‏ - ليف بلانتور 2016 ‏ - Liv AlUla Jayco ‏ - FDJ–Suez ‏ - ليف ريسينغ ‏ - UnitedHealthcare Pro Cycling (women's team) ‏ - Wiggle High5 Pro Cycling ‏ فريق وطني- بريطانيا |  |
| |  |

## المراحل
| قائمة المراحل | قائمة المراحل | قائمة المراحل                                   | قائمة المراحل | قائمة المراحل | قائمة المراحل   | قائمة المراحل  |
| المرحلة       | التاريخ       | الدورة                                          |               | المسافة (كم)  | الفائز بالمرحلة | القائد العام   |
| ------------- | ------------- | ----------------------------------------------- | ------------- | ------------- | --------------- | -------------- |
| 1             | 15 يونيو      | Southwold ‏ – نورتش                              | مرحلة مستوية  | 132           | كريستين ماجروس  | كريستين ماجروس |
| 2             | 16 يونيو      | Atherstone ‏ – ستراتفورد                         | مرحلة جبلية   | 140           | ايمي بيترز      | ماريان فوس     |
| 3             | 17 يونيو      | Ashbourne, Derbyshire ‏ – تشيسترفيلد (ديربيشاير) | مرحلة جبلية   | 112.6         | ليزي ديجنان     | ليزي ديجنان    |
| 4             | 18 يونيو      | نوتنغهام – ستوك أون ترينت                       | مرحلة جبلية   | 119.6         | ماريان فوس      | ليزي ديجنان    |
| 5             | 19 يونيو      | نورثامبتون – Kettering ‏                         | مرحلة مستوية  | 113.2         | لوتا ليبيستو    | ليزي ديجنان    |

## النتيجة

### مرحلة 1
أجريت في 15 يونيو 2016، وامتدّت لمسافة 132 كيلومتر.
| التصنيف العام | التصنيف العام    | التصنيف العام   | التصنيف العام  | التصنيف العام |        |
| الدراج        | الدراج           | البلد           | الفريق         | الوقت         | السرعة |
| ------------- | ---------------- | --------------- | -------------- | ------------- | ------ |
| 1.            | كريستين ماجروس   | لوكسمبورغ       | Boels Dolmans  | 3 س 24 د 38 ث |        |
| 2.            | ماريان فوس       | هولندا          | Rabo Liv Women | + 1 ث         |        |
| 3.            | جورجيا برونزيني  | إيطاليا         | Wiggle High5   | + 6 ث         |        |
| 4.            | ليا كيرشمان      | كندا            | Liv-Plantur    | + 7 ث         |        |
| 5.            | غراسي إلفن       | أستراليا        | Orica-AIS      | + 7 ث         |        |
| 6.            | شانتال بلاك      | هولندا          | Boels Dolmans  | + 8 ث         |        |
| 7.            | ليزي ديجنان      | المملكة المتحدة | Boels Dolmans  | + 9 ث         |        |
| 8.            | مارتا باستيانيلي | إيطاليا         | Alé Cipollini  | + 10 ث        |        |
| 9.            | لوتا ليبيستو     | فنلندا          | Cervélo Bigla  | + 10 ث        |        |
| 10.           | لوسيندا براند    | هولندا          | Rabo Liv Women | + 10 ث        |        |

### مرحلة 2
أجريت في 16 يونيو 2016، وامتدّت لمسافة 140.0 كيلومتر.
| التصنيف العام | التصنيف العام   | التصنيف العام   | التصنيف العام      | التصنيف العام |        |
| الدراج        | الدراج          | البلد           | الفريق             | الوقت         | السرعة |
| ------------- | --------------- | --------------- | ------------------ | ------------- | ------ |
| 1.            | ماريان فوس      | هولندا          | Rabo Liv Women     | 7 س 01 د 26 ث |        |
| 2.            | كريستين ماجروس  | لوكسمبورغ       | Boels Dolmans      | + 3 ث         |        |
| 3.            | ايمي بيترز      | هولندا          | Wiggle High5       | + 7 ث         |        |
| 4.            | ليزا برينور     | ألمانيا         | Canyon-SRAM Racing | + 11 ث        |        |
| 5.            | جورجيا برونزيني | إيطاليا         | Wiggle High5       | + 13 ث        |        |
| 6.            | ليا كيرشمان     | كندا            | Liv-Plantur        | + 13 ث        |        |
| 7.            | غراسي إلفن      | أستراليا        | Orica-AIS          | + 14 ث        |        |
| 8.            | ليزي ديجنان     | المملكة المتحدة | Boels Dolmans      | + 16 ث        |        |
| 9.            | فلورتجي ماكايج  | هولندا          | Liv-Plantur        | + 17 ث        |        |
| 10.           | إيما جوهانسون   | السويد          | Wiggle High5       | + 17 ث        |        |

### مرحلة 3
أجريت في 17 يونيو 2016، وامتدّت لمسافة 112.6 كيلومتر.
| التصنيف العام | التصنيف العام      | التصنيف العام   | التصنيف العام      | التصنيف العام |        |
| الدراج        | الدراج             | البلد           | الفريق             | الوقت         | السرعة |
| ------------- | ------------------ | --------------- | ------------------ | ------------- | ------ |
| 1.            | ليزي ديجنان        | المملكة المتحدة | Boels Dolmans      | 9 س 55 د 59 ث |        |
| 2.            | آشلي مولمان        | جنوب أفريقيا    | Cervélo Bigla      | + 5 ث         |        |
| 3.            | إليسا ونغو بورغيني | إيطاليا         | Wiggle High5       | + 7 ث         |        |
| 4.            | أماندا سبرات       | أستراليا        | Orica-AIS          | + 14 ث        |        |
| 5.            | ماريان فوس         | هولندا          | Rabo Liv Women     | + 27 ث        |        |
| 6.            | كريستين ماجروس     | لوكسمبورغ       | Boels Dolmans      | + 32 ث        |        |
| 7.            | ايمي بيترز         | هولندا          | Wiggle High5       | + 37 ث        |        |
| 8.            | ليا كيرشمان        | كندا            | Liv-Plantur        | + 41 ث        |        |
| 9.            | ليزا برينور        | ألمانيا         | Canyon-SRAM Racing | + 41 ث        |        |
| 10.           | جورجيا برونزيني    | إيطاليا         | Wiggle High5       | + 43 ث        |        |

### مرحلة 4
أجريت في 18 يونيو 2016، وامتدّت لمسافة 119.6 كيلومتر.
| التصنيف العام | التصنيف العام      | التصنيف العام   | التصنيف العام      | التصنيف العام  |        |
| الدراج        | الدراج             | البلد           | الفريق             | الوقت          | السرعة |
| ------------- | ------------------ | --------------- | ------------------ | -------------- | ------ |
| 1.            | ليزي ديجنان        | المملكة المتحدة | Boels Dolmans      | 13 س 02 د 56 ث |        |
| 2.            | آشلي مولمان        | جنوب أفريقيا    | Cervélo Bigla      | + 8 ث          |        |
| 3.            | إليسا ونغو بورغيني | إيطاليا         | Wiggle High5       | + 10 ث         |        |
| 4.            | ماريان فوس         | هولندا          | Rabo Liv Women     | + 15 ث         |        |
| 5.            | أماندا سبرات       | أستراليا        | Orica-AIS          | + 17 ث         |        |
| 6.            | ليا كيرشمان        | كندا            | Liv-Plantur        | + 37 ث         |        |
| 7.            | ايمي بيترز         | هولندا          | Wiggle High5       | + 40 ث         |        |
| 8.            | ليزا برينور        | ألمانيا         | Canyon-SRAM Racing | + 44 ث         |        |
| 9.            | إيما جوهانسون      | السويد          | Wiggle High5       | + 46 ث         |        |
| 10.           | غراسي إلفن         | أستراليا        | Orica-AIS          | + 47 ث         |        |

### مرحلة 5
أجريت في 19 يونيو 2016، وامتدّت لمسافة 113.2 كيلومتر.
| التصنيف العام | التصنيف العام      | التصنيف العام   | التصنيف العام  | التصنيف العام  |        |
| الدراج        | الدراج             | البلد           | الفريق         | الوقت          | السرعة |
| ------------- | ------------------ | --------------- | -------------- | -------------- | ------ |
| 1.            | ليزي ديجنان        | المملكة المتحدة | Boels Dolmans  | 16 س 00 د 39 ث |        |
| 2.            | آشلي مولمان        | جنوب أفريقيا    | Cervélo Bigla  | + 11 ث         |        |
| 3.            | إليسا ونغو بورغيني | إيطاليا         | Wiggle High5   | + 13 ث         |        |
| 4.            | ماريان فوس         | هولندا          | Rabo Liv Women | + 18 ث         |        |
| 5.            | أماندا سبرات       | أستراليا        | Orica-AIS      | + 20 ث         |        |
| 6.            | ليا كيرشمان        | كندا            | Liv-Plantur    | + 40 ث         |        |
| 7.            | ايمي بيترز         | هولندا          | Wiggle High5   | + 43 ث         |        |
| 8.            | إيما جوهانسون      | السويد          | Wiggle High5   | + 49 ث         |        |
| 9.            | غراسي إلفن         | أستراليا        | Orica-AIS      | + 50 ث         |        |
| 10.           | فلورتجي ماكايج     | هولندا          | Liv-Plantur    | + 53 ث         |        |

## الفائزون
| الترتيب    | الفائز             |
| ---------- | ------------------ |
| الفائز     | ليزي ديجنان        |
| الثاني     | آشلي مولمان        |
| الثالث     | إليسا ونغو بورغيني |
| حسب النقاط | ماريان فوس         |
| تسلق الجبل | كاتي هال           |
| أفضل شاب   | فلورتجي ماكايج     |

### تصنيف النقاط
| تصنيف النقاط | تصنيف النقاط | تصنيف النقاط | تصنيف النقاط   | تصنيف النقاط |        |
| الدراج       | الدراج       | البلد        | الفريق         | النقاط       | السرعة |
| ------------ | ------------ | ------------ | -------------- | ------------ | ------ |
| 1.           | ماريان فوس   | هولندا       | Rabo Liv Women | 58 نقطة      |        |
| 2.           | ليا كيرشمان  | كندا         | Liv-Plantur    | 33 نقطة      |        |
| 3.           | لوتا ليبيستو | فنلندا       | Cervélo Bigla  | 27 نقطة      |        |

### الفرق حسب الوقت
| تصنيف الفرق حسب الوقت | تصنيف الفرق حسب الوقت | تصنيف الفرق حسب الوقت | تصنيف الفرق حسب الوقت |        |
| الفريق                | الفريق                | البلد                 | الوقت                 | السرعة |
| --------------------- | --------------------- | --------------------- | --------------------- | ------ |
| 1.                    | Wiggle High5          | المملكة المتحدة       | 48 س 04 د 00 ث        |        |
| 2.                    | Boels Dolmans         | هولندا                | + 0 ث                 |        |
| 3.                    | Liv-Plantur           | هولندا                | + 51 ث                |        |

## وصلات خارجية
- الموقع الرسمي
- طواف السيدات 2016 على موقع إحصائيات الدراجات الإحترافية (الإنجليزية)